# Lena Baumgartner
Lena Baumgartner (* 29. August 1995) ist eine Schweizer Unihockeyspielerin. Sie steht beim Nationalliga-A-Vertreter UHV Skorpion Emmental unter Vertrag.

## Karriere

### Verein
Baumgartner begann ihre Karriere beim UHV Skorpion Emmental, bei welchem sie während der Saison 2012/13 in der Nationalliga B debütierte. Am Ende der Saison stieg der Verein in die Nationalliga A auf. In der kommenden Saison spielte sie sowohl für die erste Mannschaft wie auch für die U21-Mannschaft der Skorps. Seit der Saison 2014/15 gehörte sie fix dem Kader der ersten Mannschaft an. Vor den Playoffs der Saison 2017/18 gab der UHV Skorpion Emmental bekannt, dass Baumgartner in der Saison 2018/19 weiterhin für den Verein auflaufen wird.

### Nationalmannschaft
2013 spielte die im August geborene Baumgartner zum ersten Mal für die Schweizer U19-Nationalmannschaft. Ihren ersten Skorerpunkte sammelte sie ein Jahr später an einem Vorbereitungsturnier für die im April 2014 stattfindende Weltmeisterschaft. Bei der Weltmeisterschaft in Polen erzielte sie ihren ersten Treffer im Dress der U19-Nationalmannschaft.